# Gitlaxt'aamiks
Gitlaxt'aamiks (Gitlax̱t’aamiks en nisga’a) ou New Aiyansh est un bourg canadien du centre-ouest de la province de Colombie-Britannique. Il est la capitale du territoire autonome des Nisga'as, dans le district régional de Kitimat-Stikine. Il compte 749 habitants. le village se situe à 130 m d'altitude dans une vallée de montagne, sur la rive gauche du fleuve Nass à proximité de sa confluence avec la Ksi Sii Aks (Tseax), au pied de la chaîne Côtière.

## Histoire
New Aiyansh est fondé en 1962, par des habitants d'Aiyansh après l'inondation catastrophique d'octobre 1961, liée au débordement du fleuve Nass. Le nouveau village, à l'abri des inondations, est doté de l'électricité, l'eau courante et du tout-à-l'égout, il attire progressivement la totalité des habitants de l'ancien village.
En 2000, les Nisga'as obtiennent par traité avec le Canada et la Colombie-Britannique la création d'un territoire autonome : la Terre Nisga'a. Dans ce cadre, ils ne sont plus soumis à la loi sur les Indiens et leurs réserves sont supprimées. Les villages situés sur les réserves dont celui de New Aiyansh changent de statut pour devenir des villages nisga'as bénéficiant d'une autonomie au sein du nouveau territoire. Par ailleurs, New Aiyansh devient le siège du nouveau territoire,.

## Situation
New Aiyansh se situe à la confluence de la rivière Ksii Sii Aks avec le torrent Gitzyon à 2 km au sud de la confluence de la rivière avec le fleuve Nass. Le bourg s'établit entre 90 et 160m d'altitude, dominant d'une trentaine de mètre la rive sud du fleuve. Le village est implanté à la croisée de deux vallées de montagne, au pied du mont Hoeft, un sommet  du chaînon Nass, distant de 8 km. Il domine le bourg avec ses 1765 m d'altitude. Au sud sur la rive opposée de la Ksi Sii Aks se dresse le pic Vetter, dans les chaînons Kitimat de la chaîne Côtière. Il culmine 2100 m. À l'est, sur la rive opposée du Nass, les chaînons Frontaliers de la chaîne Côtière sont recouverts d'un glacier qui culmine à 1950 m ,.
L'accès à New Aiyansh se fait par la route du Nisga'a (route 113) depuis Terrace et la transcanadienne 16 située à 100 km au sud. La route se poursuit vers le sud-est le long de la vallée du Nass sur 73 km, reliant le bourg aux trois autres villages du territoire Nisga'a : Gitwinksihlkw, Laxgalts'ap et Gingolx. Outre cette route goudronnée à deux voies, la route forestière du Nass, gravelée et fermée en hiver permet de rejoindre Cranberry Junction et la route interprovinciale 37,.

## Administration

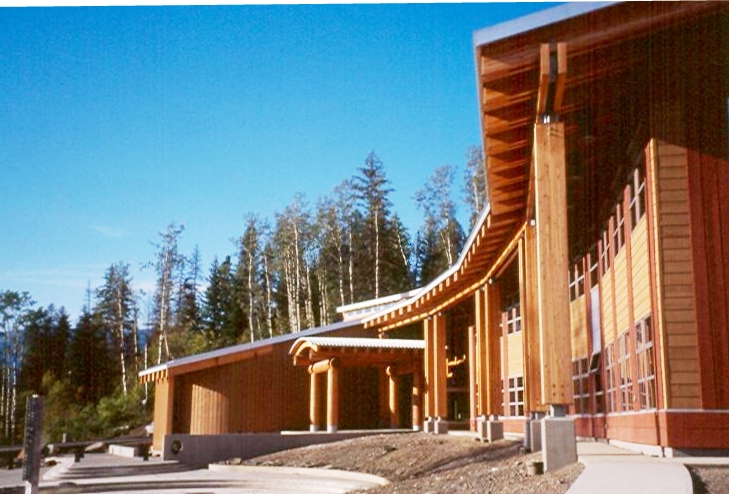
Édifice du gouvernement territorial nisga'a

New Aiyansh est administré par un conseil composé de huit membres dirigés par un conseiller en chef (chief councillor) : Calvin Morven, secondé par un chef suppléant (deputy chief) : Noah Guno. Le conseil est élu pour 4 ans, la mandature en cours dure de 2024 à 2028. Les réunions ont lieu au moins une fois par mois, elles sont publiques ou à huis clos. Par ailleurs les membres du conseil sont aussi membres de l'assemblée législative nisga'a (Wilp Si'ayuukhl Nisga'a) tandis que le conseiller en chef est aussi membre du gouvernement nisga'a. De plus au moins une fois par an, le conseil convoque une assemblée des citoyens du village. Le bourg est le siège du gouvernement du territoire autonome nisga'a, qui couvre la basse vallée du Nass,.
Au niveau régional New Aiyansh dépend, comme tout le bassin du Nass, de l'aire électorale A du district régional de Kitimat-Stikine. Le village participe à l'élection du directeur de l'aire électorale qui le représente au sein du directoire qui siège à Terrace. Au niveau provincial, le bourg se rattache à la circonscription de la Skeena tandis qu'au niveau fédéral il se rattache à la circonscription législative de Skeena—Bulkley Valley,,.

## Démographie
Au recensement de 2021, la population résidente de New Aiyansh s'établit à 749 habitants sur 2,68 km2 avec un total de 1860 membres en comptant ceux résidents en dehors du village. La Terre Nisga'a compte 1794 habitants sur 2 001,25 km2,.
| 1991 | 1996 | 2001 | 2006 | 2011 | 2016 | 2021 |
| ---- | ---- | ---- | ---- | ---- | ---- | ---- |
| 621  | 739  | 716  | 806  | 758  | 737  | 749  |

## Personnalités
- Joseph Gosnel (1936-2020) : homme politique canadien, négociateur du traité nisga'a pour le peuple nisga'a, mort à New Aiyansh[16] ;
- Larry Guno (1940-2005) : homme politique canadien, député provincial, né à New Aiyansh ;
- Alver Tait (1943-) : sculpteur traditionnel sur bois de New Aiyansh[17],[18] ;